# Alpine Bergschrecke
Die Alpine Bergschrecke (Antaxius difformis) ist eine Langfühlerschrecke aus der Unterfamilie der Tettigoniinae innerhalb der Überfamilie der Laubheuschrecken.

## Merkmale
Die Alpine Bergschrecke ähnelt im Körperbau der Atlantischen Bergschrecke. Ihr Hinterleib ist lang, dick und hinten stark abgestumpft. Der Halsschild ist nach hinten verlängert und weist einen geraden Hinterrand mit ganz leichter Einbuchtung auf. Der Kopf ist groß und schräg nach hinten unten gerichtet. Die Unterschenkel aller Beinpaare tragen kleine Stacheln, wobei die der vorderen Beinpaare am längsten sind. Die Grundfarbe ist dunkelbraun oder dunkelgraubraun. Der untere Kopfbereich ist hell beige. Vom Auge nach hinten bis zum Kopfende zieht sich ein heller gelblichweißer Strich, der oft nur schwer zu erkennen ist. Die Halsschildseitenlappen sind dunkler als der restliche Körper und breit gelblich oder weißlich gerandet, oft ist die Farbgrenze verschwommen. Der Rand wird nach hinten grünlich. Der obere hintere Teil des Halsschildes ist braun bis hellbraun. Der untere Thorax und auch der Kopf sind von schwarzen, unregelmäßigen Zeichnungen überzogen. Die Flügel der Männchen dieser Art sind etwas länger als bei der Atlantischen Bergschrecke. Sie erreichen etwa die Länge des Halsschilds und sind gelbbraun bis ockergelb gefärbt und hellgelblich geädert. Beim Weibchen ragen sie nur einen Millimeter unter dem Halsschild hervor. Der Hinterleib ist oft rosa bis violett getönt und hellt zum Bauch hin rötlich auf. Auf jedem Segmenthinterrand befindet sich eine Reihe von quer angeordneten schwarzen Flecken. Die kräftigen Beine sind mehr oder weniger deutlich dunkel gefleckt. Ihre Grundfarbe ist graubraun. Die hintere Hälfte der Hinterschenkel ist schwarz und ganz außen gelb gerandet. Die Fühler sind etwa körperlang, die graubraunen Facettenaugen tragen einen verschwommenen, dunklen Punkt in der Mitte. Das Männchen besitzt kurze, kegelförmige Cerci, die auf der Innenseite eine am Hinterrand leicht nach hinten gerichtete Erweiterung aufweisen. Das Weibchen hat einen deutlich gebogenen Legebohrer. Die Alpine Bergschrecke erreicht eine Körperlänge von 14 bis 20 Millimetern und ist damit 1 bis 3 Millimeter kleiner als die Atlantische Bergschrecke.

## Lebensweise und Verbreitung
Die Alpine Bergschrecke bewohnt die höheren Zonen der Alpen. Sie kommt vor allem auf Geröllfeldern, Lesesteinwällen und anderen steinigen Flächen in Höhen von 1600 bis 2200 Metern vor. Ihr Verbreitungsgebiet erstreckt sich vom Gran-Paradiso-Gebiet über den südlichen Teil Graubündens, Südtirol und Südkärnten bis Slowenien. Sie kommt auch in Kroatien vor. Die Art ist nur von wenigen, voneinander isolierten und weit auseinander liegenden Fundorten bekannt. Die Imagines treten von August bis September auf.

## Systematik
Die Alpine Bergschrecke wurde 1861 unter dem Namen Thamnotrizon difformis von Brunner von Wattenwyl erstbeschrieben. Danach ordnete man sie in die Gattung Pterolepis ein und hieß dann entsprechend Pterolepis difformis. Seit etwa 1900 gilt sie als Angehörige der Gattung Antaxius, innerhalb dieser wird sie in die Untergattung Antaxius eingegliedert. Ein Synonym ist Antaxius brunneri (Krauss, 1873). Es sind keine Unterarten bekannt.